# Леждей Ельза Іванівна
Леждей Ельза Іванівна (19 лютого 1933, Севастополь — 12 червня 2001, Москва) — радянська і російська актриса театру і кіно. Заслужена артистка РРФСР (1974).

## Життєпис
Закінчила Вище театральне училище імені М. С. Щепкіна (1955) в Москві.
Знімалася в кіно з 1954 року (всього близько сорока ролей). Великий успіх і популярність принесла роль Зінаїди Янівни Кібріт в телевізійному багатосерійному фільмі «Слідство ведуть ЗнаТоКі ».
Знялась у низці українських фільмів, а також у італійському «Вони йшли на Схід» (1964).
Померла після тяжкої хвороби; похована в Москві на Хованському кладовищі, поряд з матір'ю і чоловіком — актором Всеволодом Сафоновим.

## Фільмографія
- «Море студене» (1954, наречена Шарапова Варвара Лопатина)
- «Перший ешелон» (1955, Тамара)
- «Вітер» (1959, Марі)
- «Балада про солдата» (1959, Ліза, дружина фронтовика-інваліда Васі)
- «Життя спочатку» (1961)
- «На трасі» (1963, Люба)
- «Я крокую по Москві» (1963, епізод)
- «До побачення, хлопчики» (1964)
- «Хокеїсти» (1964, Майя)
- «Вони йшли на Схід» (1964, партизанка)
- «Три пори року» (1965, Ганна)
- «Надзвичайне доручення» (1965, актриса)
- «Пауза» (1967)
- «Слухайте, на тій стороні» (1971, капітан Осипенко)
- «Слідство ведуть ЗнаТоКі » (1971—1989, Зінаїда Янівна Кібріт)
- «На край світу…» (1975, мати Володі)
- «День на роздум» (1980, Ліза) та ін.

Знялась в українських фільмах:
- «Павло Корчагін» (1957, Рита Устинович)
- «У мертвій петлі» (1963, Олена)
- «Ескадра повертає на захід» (1965, Жанна Лябурб)
- «Особиста думка» (1968, Ожогіна)
- «Квіти для Олі» (1976)
- «Бути братом» (1977, т/ф, 2 с, Ольга Андріївна)
- «За все у відповіді» (1978)
- «Блакитна троянда» (1988, відео)